# وینچستر مدل ۱۸۸۷/۱۹۰۱
وینچستر مدل ۱۸۸۷ (به انگلیسی: Winchester Model 1887) و وینچستر مدل ۱۹۰۱ (به انگلیسی: Winchester Model 1901) یک تفنگ ساچمه‌زنی، از نوع اهرمی آمریکایی ساخت شرکت اسلحه‌سازی وینچستر است که توسط طراح اسلحه معروف آمریکایی جان برونینگ در اواخر قرن نوزدهم و اوایل قرن بیستم طراحی و ساخته شد.